# Piratpartiet (Dänemark)
Die Piratpartiet war eine politische Partei in Dänemark. Sie wurde nach dem Vorbild der schwedischen Piratpartiet gegründet und versteht sich als Teil der internationalen Bewegung der Piratenparteien. 
Die Partei wurde am 28. September 2009 von der dänischen Wahlbehörde offiziell registriert. Am 19. November 2013 nahm sie erstmals an der Wahl zum Regionalrat der Region Hovedstaden teil und erreichte 0,3 % der Stimmen.
Sie löste sich am 18. Februar 2017 auf einer Mitgliederversammlung im IRC auf.